# Alajuela
Alajuela är en stad i centrala Costa Rica, och är den administrativa huvudorten för provinsen med samma namn. Den är även huvudort för en av provinsens kantoner, även den med samma namn som staden. Centrala Alajuela är ett av kantonens distrikt, och befolkningen beräknades till 44 172 invånare i mitten av 2010, på en yta av 8,88 km². Staden är belägen ett par mil nordväst om San José, landets huvudstad, och ingår i dess storstadsområde. I staden ligger Juan Santamarías internationella flygplats, vilken är Costa Ricas största flygplats. Den är uppkallad efter nationalhjälten Juan Santamaría, som föddes i Alajuela. 